# Yeha
Yeha (Ge'ez:  ይሐ  yiḥa; oudere ESA: 𐩥𐩢 HW; Oud-Zuid-Arabisch: 𐩺𐩢𐩱 Yḥʾ) is een dorp in de Centrale Zone van de noordelijke regio Tigray in Ethiopië. Het diende waarschijnlijk als de hoofdstad van het pre-Aksumtische koninkrijk Da’amot.
De Centrale Statistische Dienst van Ethiopië  heeft geen schatting gepubliceerd van de bevolking van het dorp in 2005.

## Archeologie
De Tempel van Yeha is het oudste staande bouwwerk in Ethiopië. Het is een toren gebouwd in de Sabeese stijl en gedateerd door vergelijking met oude bouwwerken in Zuid-Arabië tot rond 700 v.Chr. Hoewel er geen radiokoolstofdateringtests zijn uitgevoerd op monsters ter plaatse, wordt deze datum voor de Grote Toren ondersteund door lokale inscripties. David Phillipson schrijft haar uitstekende staat van behoud toe aan de zorg waarmee de oorspronkelijke bouwers zorgden voor een vlakke fundering, stevig geplaatst op het oneffen gesteente, en aan de herinwijding als christelijke kerk, mogelijk al in de 6e eeuw na Christus. 
Twee andere archeologische vindplaatsen in Yeha zijn onder meer de Grat Beal Gebri, een verwoest complex dat zich onderscheidt door een portiek van 10 meter breed en twee reeksen vierkante pilaren, en een kerkhof met verschillende uit de rotsen gehouwen schachtgraven, voor het eerst onderzocht in het begin van de jaren zestig. Volgens sommige geleerden zou een van de graven een koninklijk graf betreffen. 
Daarnaast is Yeha de locatie van een klooster van de Ethiopisch-Orthodoxe Tewahedo-kerk. Het gebouw werd volgens traditie gesticht door Abba Aftse, een van de Negen Heiligen. In zijn reisverslag van Ethiopië vermeldt Francisco Álvares een bezoek aan deze stad in 1520 (die hij "Abbafaçem" noemde), en geeft hij een beschrijving van de oude toren, het klooster en de plaatselijke kerk. Deze kerk was óf de opnieuw ingewijde Grote Tempel, óf een inmiddels verwoest gebouw dat de Deutsche Aksum-Expedition in het begin van de 20e eeuw beschreef. Het huidige bouwwerk, dat Aksumitische architectonische kenmerken vertoont, werd gebouwd tussen 1948 en 1949.
Yeha werd in februari 1893 kort onderzocht door de Britse antiquair Theodore Bent en zijn vrouw Mabel.
Het was de locatie van een aantal archeologische opgravingen, te beginnen in 1952 door het Ethiopische Instituut voor Archeologie. Hoewel onderbroken tijdens het Dergue-regime, werden de opgravingen in 1993 hervat door een Frans archeologisch team.